# Épinois
Épinois (en wallon Spinoû) est un village situé entre Binche et Anderlues, en province de Hainaut (Région wallonne de Belgique). Depuis la fusion des communes de 1977 il fait administrativement partie de la ville de Binche.

## Évolution démographique
- Sources : INS, Rem. : 1831 jusqu'en 1970 = recensements, 1976 = nombre d'habitants au 31 décembre.

## Histoire
Des vestiges paléolithiques et gallo-romains témoignent d'une occupation très ancienne des lieux, qui s'explique du fait également que le village se trouve à 3 kilomètres à peine de l'ancienne chaussée romaine Bavay-Cologne.
Une première mention du village est faite dans un manuscrit de 866, en relation au fait qu'il dépend de l'abbaye de Lobbes (en principauté de Liège).
Il passe plus tard (1590?) à une petite seigneurie laïque qui comprenait également une partie de Leval-Trahegnies et Mont-Sainte-Aldegonde. Le premier seigneur aurait été un certain Jacques d'Esclaibes.

## Patrimoine et folklore
- Des vestiges gallo-romains.
- Un château dont le donjon est d'époque médiévale. Ancien siège d'une seigneurie tenue successivement par les familles d'Eclaibes, de Ligne et Le Boucq et vendue vers 1796 à Antoine George de Mons[2].
- L'église Sainte-Marie-Madeleine. Construite en grès de Bray et de briques, la tour romane date du XIIe siècle, trois nefs de trois travées sur plan original reprises aux XVIe et XVIIIe siècles[3].
- Château de Jolimetz. Bâtie au début du XIXe siècle par Jourez sur le domaine de la Tourette. Propriété successive des familles Dillon de Pierpont, de Meerendré et du comte de Looz Corswarem[2].
- Chapelle Saint-Fiacre. Originalement dédiée à Notre-Dame de Cambron, chapelle édifiée en 1624 par J. Lemaire sur sa propriété de la Tourette et agrandie en 1866[4].
- Ancien ermitage de Sainte-Appoline. Attestée depuis 1620 dans les bois de la Buissière aujourd'hui disparu. D'après les archives, habitation actuelle avec chapelle, reconstruite en 1758 par F. J. de Leboucq, comte d'Epinois, à charge pour les ermites de donner l'enseignement aux enfants. L'établissement a été partiellement transféré à Binche en 1802[5].